# Episodi di Billy il bugiardo (serie televisiva 1973) (seconda stagione)
La seconda stagione della serie televisiva Billy il bugiardo è stata trasmessa in anteprima nel Regno Unito dalla Independent Television tra il 13 settembre 1974 e il 6 dicembre 1974.
| nº | Titolo originale                 | Titolo italiano | Prima TV UK       | Prima TV Italia |
| -- | -------------------------------- | --------------- | ----------------- | --------------- |
| 1  | Billy and the Matrimonial Stakes |                 | 13 settembre 1974 |                 |
| 2  | Billy and the Muse of Fire       |                 | 20 settembre 1974 |                 |
| 3  | Billy and the Birthday Treat     |                 | 27 settembre 1974 |                 |
| 4  | Billy and the Bed-Sit            |                 | 4 ottobre 1974    |                 |
| 5  | Billy and a Little Learning      |                 | 11 ottobre 1974   |                 |
| 6  | Billy and the New Life           |                 | 18 ottobre 1974   |                 |
| 7  | Billy and the Food of Love       |                 | 25 ottobre 1974   |                 |
| 8  | Billy and Oriental Philosophy    |                 | 1º novembre 1974  |                 |
| 9  | Billy and the Scales of Justice  |                 | 8 novembre 1974   |                 |
| 10 | Billy and the Bedside Manner     |                 | 15 novembre 1974  |                 |
| 11 | Billy and the Temporary Position |                 | 22 novembre 1974  |                 |
| 12 | Billy and Some Orange Blossom    |                 | 29 novembre 1974  |                 |
| 13 | Billy and a Missing Item         |                 | 6 dicembre 1974   |                 |